# Conflandey
Conflandey és un municipi francès situat al departament de l'Alt Saona i a la regió de Borgonya - Franc Comtat. L'any 2007 tenia 414 habitants.

## Demografia

### Població
El 2007 la població de fet de Conflandey era de 414 persones. Hi havia 168 famílies, de les quals 40 eren unipersonals (8 homes vivint sols i 32 dones vivint soles), 60 parelles sense fills, 52 parelles amb fills i 16 famílies monoparentals amb fills.
La població ha evolucionat segons el següent gràfic:
Habitants censats

### Habitatges
El 2007 hi havia 190 habitatges, 171 eren l'habitatge principal de la família, 7 eren segones residències i 12 estaven desocupats. 159 eren cases i 29 eren apartaments. Dels 171 habitatges principals, 119 estaven ocupats pels seus propietaris, 48 estaven llogats i ocupats pels llogaters i 4 estaven cedits a títol gratuït; 1 tenia una cambra, 4 en tenien dues, 18 en tenien tres, 53 en tenien quatre i 95 en tenien cinc o més. 134 habitatges disposaven pel capbaix d'una plaça de pàrquing. A 74 habitatges hi havia un automòbil i a 73 n'hi havia dos o més.

### Piràmide de població
La piràmide de població per edats i sexe el 2009 era:
| Homes | Edats   | Dones |
| ----- | ------- | ----- |
| 0     | 95 o +  | 0     |
| 0     | 90 a 94 | 0     |
| 0     | 85 a 89 | 0     |
| 4     | 80 a 84 | 0     |
| 8     | 75 a 79 | 12    |
| 0     | 70 a 74 | 28    |
| 8     | 65 a 69 | 12    |
| 8     | 60 a 64 | 4     |
| 4     | 55 a 59 | 4     |
| 20    | 50 a 54 | 24    |
| 8     | 45 a 49 | 12    |
| 24    | 40 a 44 | 12    |
| 16    | 35 a 39 | 20    |
| 24    | 30 a 34 | 16    |
| 12    | 25 a 29 | 8     |
| 16    | 20 a 24 | 8     |
| 20    | 15 a 19 | 8     |
| 8     | 10 a 14 | 12    |
| 28    | 5 a 9   | 16    |
| 8     | 0 a 4   | 0     |

## Economia
El 2007 la població en edat de treballar era de 259 persones, 182 eren actives i 77 eren inactives. De les 182 persones actives 153 estaven ocupades (78 homes i 75 dones) i 29 estaven aturades (13 homes i 16 dones). De les 77 persones inactives 37 estaven jubilades, 18 estaven estudiant i 22 estaven classificades com a «altres inactius».

### Ingressos
El 2009 a Conflandey hi havia 166 unitats fiscals que integraven 414,5 persones, la mediana anual d'ingressos fiscals per persona era de 16.682 €.

### Activitats econòmiques
Dels 7 establiments que hi havia el 2007, 1 era d'una empresa alimentària, 3 d'empreses de fabricació d'altres productes industrials, 1 d'una empresa de construcció, 1 d'una empresa d'hostatgeria i restauració i 1 d'una empresa d'informació i comunicació.
Dels 3 establiments de servei als particulars que hi havia el 2009, 1 era un taller de reparació d'automòbils i de material agrícola, 1 guixaire pintor i 1 restaurant.
L'únic establiment comercial que hi havia el 2009 era una fleca.
L'any 2000 a Conflandey hi havia 5 explotacions agrícoles.

## Equipaments sanitaris i escolars
El 2009 hi havia una escola elemental.

## Poblacions més properes
El següent diagrama mostra les poblacions més properes.